# Gilwell Park
Gilwell Park è sia una base scout per unità di qualsiasi branca, sia un centro di formazione per capi. Il sito, vasto 44 ettari e capace di ospitare fino a 10.000 persone (anche per eventi non scout), si trova a Sewardstonebury nella Epping Forest, tra Sewardstone e Chingford, nell'area della Greater London un tempo parte della contea di Essex. Per ragioni di capienza il jamboree del centenario dello scautismo (agosto 2007) si è svolto nel vicino Hylands Park, a Chelmsford (Essex).

## Le origini
All'inizio del 1919 la proprietà fu acquistata per 7.000 sterline dallo Scout Commissioner scozzese William F. de Bois Maclaren e fu subito donata alla Boy Scout association (dal 1967 The Scout Association of the United Kingdom). I lavori, condotti da capi e rover e finanziati da Maclaren con altre 3.000 sterline, iniziarono il 17 aprile 1919 e la base fu aperta il 26 giugno 1919. Ai 21 ettari iniziali se ne aggiunsero altrettanti dopo la seconda guerra mondiale.

## Scopi e finalità
L'intenzione originaria di Maclaren era fornire siti da campo agli scout di Londra, specie quelli della popolare zona orientale. A questo scopo Robert Baden-Powell aggiunse subito quello di sito di addestramento e formazione per capi scout. Per Baden-Powell la formazione capi era così importante che, quando nel 1929 fu fatto Lord da re Giorgio V, scelse Gilwell come suo titolo territoriale (Lord Baden-Powell of Gilwell) legandolo ancora di più alla figura del fondatore. 
Il primo campo scuola per capi ebbe luogo dall'8 al 19 settembre 1919. Da allora, capi scout di tutto il mondo sono venuti a Gilwell Park per conquistare il Wood Badge, facendo di Gilwell uno dei luoghi principali del movimento scout mondiale. I capi che hanno completato il corso (ormai oltre 100.000) diventano automaticamente membri del gruppo scout Gilwell 1, l'unico al mondo composto interamente da capi, che si riunisce ogni anno nel primo fine settimana di settembre.